# Didier Drogba
Didier Yves Drogba Tébily (ur. 11 marca 1978 w Abidżanie) – iworyjski piłkarz grający na pozycji napastnika. W latach 2002–2014 reprezentant Wybrzeża Kości Słoniowej.
Początkowo gracz klubów francuskich, w latach 2004–2012 zawodnik Chelsea. Wraz z londyńskim zespołem m.in. czterokrotnie zdobył mistrzostwo Anglii (2005, 2006, 2010, 2015) oraz wygrał Ligę Mistrzów (2012). W finałowym meczu tych rozgrywek z Bayernem Monachium strzelił wyrównującego gola w końcówce, a w serii rzutów karnych zdobył decydującą o zwycięstwie swojej drużyny bramkę. Dwukrotny król strzelców Premier League (2007, 2010). Czterokrotnie klasyfikowany w pierwszej dziesiątce konkursu na Piłkarza Roku FIFA, w tym w 2007 na czwartym miejscu.
Dwukrotny srebrny medalista mistrzostw Afryki (2006, 2012), uczestnik mistrzostw świata w Niemczech i RPA, w których rozegrał łącznie pięć meczów i zdobył dwie bramki. Rekordzista pod względem strzelonych goli dla reprezentacji Wybrzeża Kości Słoniowej. Dwukrotnie wybrany najlepszym piłkarzem Afryki (2006, 2009).
Od 24 stycznia 2007 roku ambasador dobrej woli w programie walki z AIDS ONZ. W 2010 umieszczony na liście 100 najbardziej wpływowych ludzi świata magazynu Time.

## Kariera klubowa

### Występy we Francji
W młodym wieku wyemigrował do Francji. Początkowo występował na pozycji prawego obrońcy. Jego pierwszym klubem w profesjonalnej karierze piłkarskiej było drugoligowe Le Mans UC72, którego barwy reprezentował do stycznia 2002 roku. Następnie był zawodnikiem En Avant Guingamp, w którym zadebiutował w Ligue 1. Nastąpiło to 30 stycznia 2002 roku w meczu z FC Metz; w spotkaniu tym strzelił również swojego pierwszego gola. W sezonie 2002/2003 był podstawowym zawodnikiem swojego klubu, należał także do najlepszych napastników francuskiej ekstraklasy – z dorobkiem 17 zdobytych goli uplasował się na trzecim miejscu w klasyfikacji najlepszych strzelców ligi.
Latem 2003 roku Drogba przeszedł do Olympique Marsylia. W nowym zespole szybko wywalczył miejsce w podstawowym składzie i w sezonie 2003/2004 zdobył 19 goli w Ligue 1. W barwach klubu z Marsylii zadebiutował także w europejskich pucharach, strzelił w tych rozgrywkach również swojego pierwszego gola. Wraz ze swoim zespołem dotarł do finału Pucharu UEFA, w którym wystąpił przez pełne 90 minut, natomiast Olympique przegrał z Valencią 0:2. Ponadto w sezonie 2003/2004 Drogba strzelił trzy gole w meczu fazy grupowej Ligi Mistrzów z Partizanem.
Będąc graczem Marsylii Drogba zaczął odnosić swoje pierwsze indywidualne sukcesy. W 2003 roku został wybrany najlepszym zagranicznym piłkarzem Ligue 1, a bramka zdobyta przez niego 4 lutego 2004 w spotkaniu z Montpellier HSC została wybrana „golem roku” francuskiej ekstraklasy. W 2004 znalazł się również w „jedenastce sezonu” oraz został wybrany najlepszym zawodnikiem grającym w Ligue 1.

### Chelsea
W 2004 roku Drogba przeszedł do Chelsea, kwota transferu wyniosła 24 miliony funtów. W nowym zespole zadebiutował 15 sierpnia w wygranym 1:0 meczu z Manchesterem United. Pierwszego gola zdobył dziewięć dni później w spotkaniu z Crystal Palace.
W sezonie 2007/2008 Drogba zdobył sześć goli w Lidze Mistrzów, a wraz ze swoim klubem dotarł do finału tych rozgrywek. W nim Chelsea przegrała po serii rzutów karnych z Manchesterem United. Napastnik rozpoczął mecz w podstawowym składzie, zaś pod koniec dogrywki został ukarany czerwoną kartką przez sędziego Ľuboša Micheľa za uderzenie w twarz Nemanji Vidicia. Cztery lata później (2012) Drogba wraz z londyńskim klubem wygrał Ligę Mistrzów – w pierwszym spotkaniu półfinałowym z Barceloną strzelił jedynego gola, przyczyniając się do awansu do finału, natomiast w pojedynku z Bayernem Monachium, decydującym o triumfie, zdobył bramkę pod koniec regulaminowego czasu gry, doprowadzając do remisu i dogrywki. W serii rzutów karnych strzelił zaś gola, który przesądził o ostatecznym zwycięstwie londyńskiego zespołu.

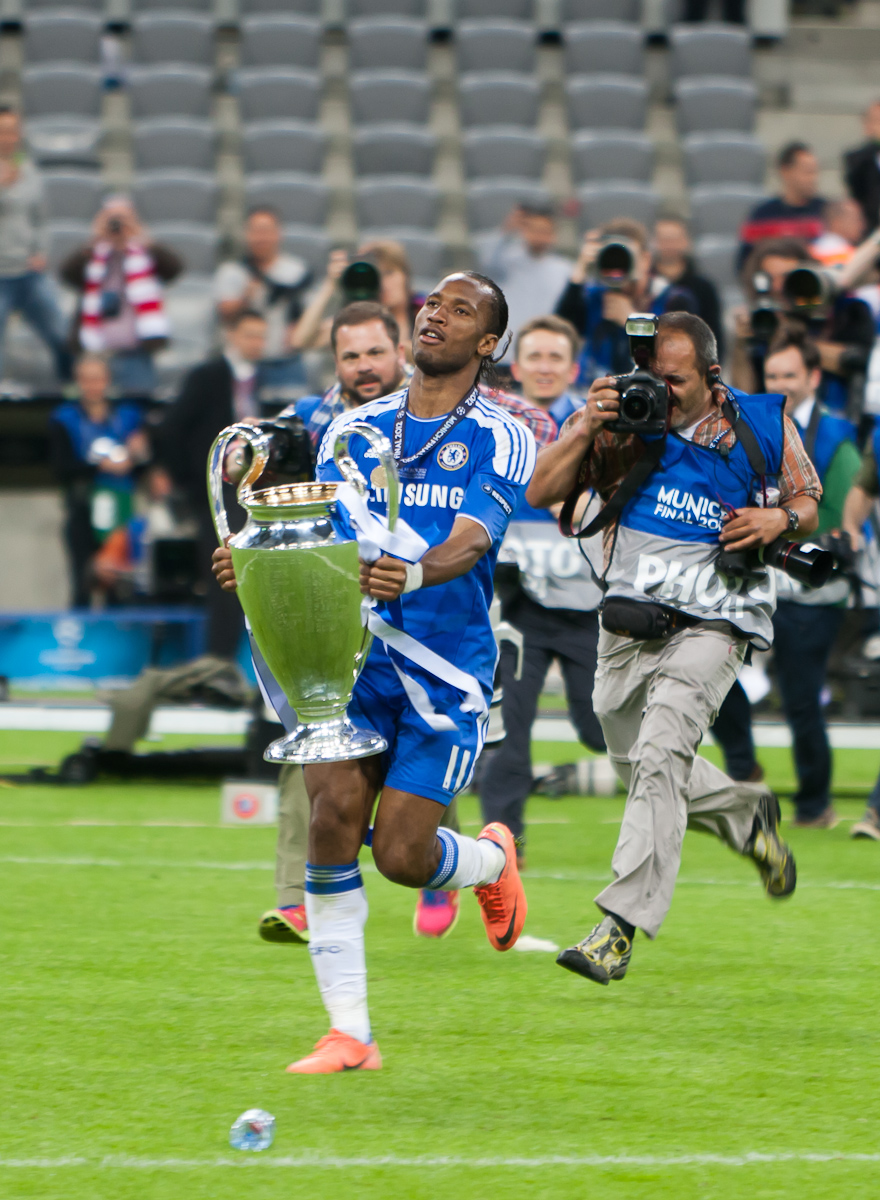
Didier Drogba z pucharem Ligi Mistrzów

Będąc graczem Chelsea dwukrotnie został królem strzelców Premier League: w sezonie 2006/2007 strzelił 20 goli (m.in. trzy w spotkaniu z Watfordem), natomiast w sezonie 2009/2010 zdobył 29 bramek (m.in. strzelił hat-tricka w kończącym sezon meczu z Wigan Athletic). Ponadto w 2010 roku został wybranym najlepszym graczem londyńskiego klubu.
Wraz z londyńskim klubem trzykrotnie zdobył mistrzostwo Anglii (2005, 2006, 2010), dwukrotnie sięgnął po Puchar Ligi Angielskiej (2005 – w finałowym meczu z Liverpoolem strzelił jedną z bramek, 2007 – w finałowym spotkaniu z Arsenalem strzelił dwa gole dla Chelsea, które zapewniły jej zwycięstwo 2:1), czterokrotnie sięgnął po Puchar Anglii (2007 – w finałowym meczu z Manchesterem United zdobył jedyną bramkę, 2009 – w finałowym spotkaniu z Evertonem strzelił jednego z dwóch goli dla Chelsea, 2010 – w finałowym pojedynku z Portsmouth zdobył jedyną bramkę, 2012 – w finałowym meczu z Liverpoolem strzelił jednego z dwóch goli dla swojej drużyny) oraz dwa razy zdobył Tarczę Wspólnoty (2005 – w meczu z Arsenalem zdobył dwie bramki, które zapewniły londyńczykom wygraną 2:1; 2009 – w serii rzutów karnych z Manchesterem United zdobył gola).
22 maja 2012 roku Drogba ogłosił, że nie przedłuży wygasającego z końcem czerwca kontraktu z Chelsea. W barwach londyńskiej drużyny rozegrał łącznie 342 mecze i strzelił 157 goli.

### Shanghai Shenhua
20 czerwca 2012 roku podpisał dwuipółletni kontrakt z Shanghai Shenhua. 22 lipca zadebiutował w jego barwach w zremisowanym 1:1 meczu z Guangzhou R&F FC, natomiast pierwsze dwa gole w chińskiej ekstraklasie strzelił 4 sierpnia w spotkaniu z Hangzhou Greentown, przyczyniając się do zwycięstwa 5:1.

### Galatasaray SK

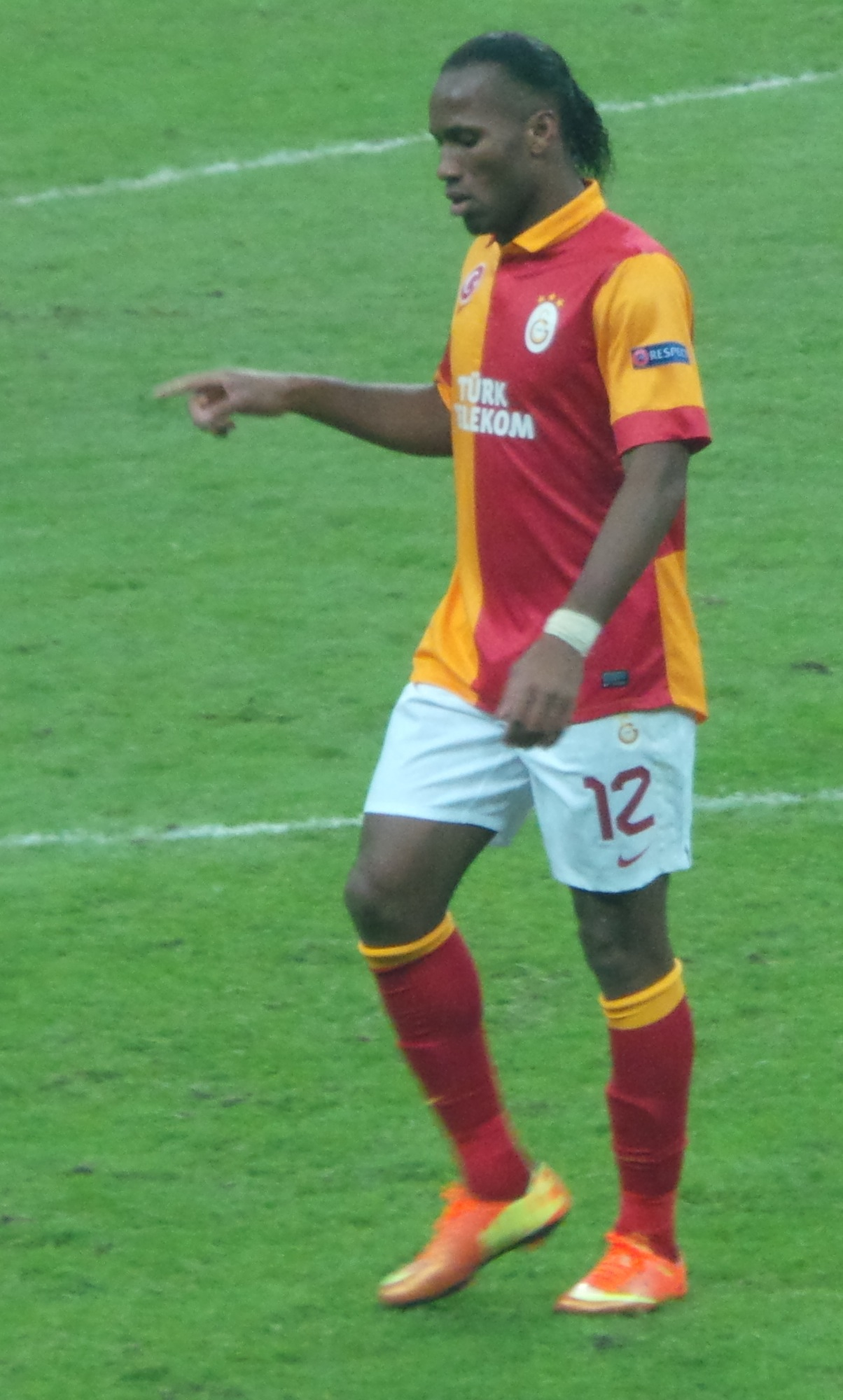
Didier Drogba w barwach Galatasaray.

W niedzielę 27 stycznia 2013 roku działacze tureckiego Galatasaray SK ogłosili, że snajper z Wybrzeża Kości Słoniowej podpisze półtoraroczny kontrakt z tymże klubem. Podczas spotkania Ligi Mistrzów z Realem Madryt zdobył bramkę, przyczyniając się do zwycięstwa tureckiego klubu 3-2, jednak w pierwszym meczu Real wygrał 3-0.
28 września 2013 roku po tym jak zwolniono tureckiego szkoleniowca Fatiha Terima Drogba został tymczasowym grającym trenerem drużyny. Ostatecznie Drogba prowadził zespół dwa dni, gdyż 30 września 2013 roku nowym trenerem został Włoch Roberto Mancini. 19 maja 2014 roku Drogba poinformował, że odchodzi z klubu.

### Powrót do Chelsea
25 lipca 2014 podpisał roczny kontrakt z Chelsea. Pierwszą bramkę po powrocie zanotował w meczu Ligi Mistrzów z Mariborem. W tym też sezonie wraz z zespołem wywalczył mistrzostwo Premier League i Puchar Ligi.

### Montreal Impact
27 lipca 2015 został zawodnikiem kanadyjskiego klubu Montreal Impact.
W listopadzie 2018 zakończył piłkarską karierę.

## Kariera reprezentacyjna
W reprezentacji Wybrzeża Kości Słoniowej zadebiutował 8 września 2002 roku w meczu z Republiką Południowej Afryki. Pierwszego gola zdobył 11 lutego 2003 w spotkaniu z Kamerunem, przyczyniając się do zwycięstwa 3:0. 8 czerwca tego samego roku strzelił swojego jedynego hat-tricka w reprezentacji – zdobył trzy gole w wygranym 6:1 pojedynku z Burundi.
Czterokrotnie wraz z reprezentacją brał udział w Pucharze Narodów Afryki. Po raz pierwszy w 2006 roku, kiedy Wybrzeże Kości Słoniowej zajęło drugie miejsce, a on zdobył trzy gole, w tym jedyną bramkę w półfinałowym spotkaniu z Kamerunem. W kolejnych dwóch edycjach PNA (2008 i 2010) rozegrał dziewięć meczów, w których strzelił cztery gole. W Pucharze Narodów Afryki 2012 po raz drugi wywalczył srebrny medal, a w finałowym spotkaniu z Zambią nie wykorzystał rzutu karnego w regulaminowym czasie gry. We wcześniejszych fazach turnieju zdobył trzy bramki – jedną w grupowym meczu z Sudanem i dwie w ćwierćfinałowym pojedynku z Gwineą Równikową.
Uczestniczył w mistrzostwach świata w 2006 i 2010 roku. Na turnieju w Niemczech (2006) rozegrał dwa mecze (w obu pełnił funkcję kapitana drużyny) i strzelił jednego gola – zdobył honorową bramkę w spotkaniu z Argentyną. Cztery lata później w Republice Południowej Afryki wystąpił w trzech spotkaniach (w dwóch był kapitanem zespołu) i strzelił jednego gola. Ponownie była to bramka honorowa, tym razem w przegranym 1:3 meczu z Brazylią.